# 에바 마실
에바 마실(Eva Marcille, 1984년 10월 30일 ~ )은 미국의 모델, 배우이다. 도전! 슈퍼모델 시즌 3 우승자다.